# Чемпіонат Південної Америки з футболу 1963
Чемпіонат Південної Америки з футболу 1963 року — 28-ий розіграш головного футбольного турніру серед національних збірних Південної Америки. Турнір відбувався в Болівії з 10 по 31 березня. Переможцем вперше стала Болівія, що обіграла у фіналі Параґвай. 

## Арени
| Ла-Пас            | Кочабамба         |
| ----------------- | ----------------- |
| «Ернандо Сілес»   | «Фелікс Капрілес» |
| Місткість: 51,000 | Місткість: 36,000 |
|                   |                   |

## Підсумкова таблиця

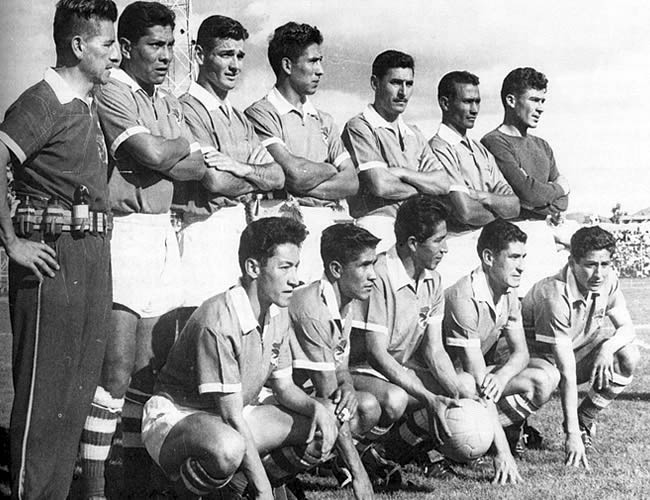
Чемпіони Південної Америки збірна Болівії.

| Збірна    | І | В | Н | П | М     | Р  | О  |
| --------- | - | - | - | - | ----- | -- | -- |
| Болівія   | 6 | 5 | 1 | 0 | 19:13 | +6 | 11 |
| Парагвай  | 6 | 4 | 1 | 1 | 13:7  | +6 | 9  |
| Аргентина | 6 | 3 | 1 | 2 | 15:10 | +5 | 7  |
| Бразилія  | 6 | 2 | 1 | 3 | 12:13 | −1 | 5  |
| Перу      | 6 | 2 | 1 | 3 | 8:11  | −3 | 5  |
| Еквадор   | 6 | 1 | 2 | 3 | 14:18 | −4 | 4  |
| Колумбія  | 6 | 0 | 1 | 5 | 10:19 | −9 | 1  |

## Матчі та результати
| 10 березня 1963 |

| Болівія                                         | 4–4 | Еквадор                                   |
| ----------------------------------------------- | --- | ----------------------------------------- |
| Лопес 16' Кастільйо 27' Алькосер 55' Камачо 80' |     | Раффо 30' Раймонді 44', 50' Боланьйос 47' |

| «Ернандо Сілес», Ла-Пас Глядачів: 15,000 Арбітр: Артуро Ямасакі (Перу) |

| 10 березня 1963 |

| Аргентина                                 | 4–2 | Колумбія                |
| ----------------------------------------- | --- | ----------------------- |
| Сарате 3', 90' Фернандес 11' Родрігес 87' |     | Кампільйо 4' Акерос 37' |

| «Фелікс Капрілес», Кочабамба Глядачів: 18,000 Арбітр: Жоао Етцель Філью (Бразилія) |

| 10 березня 1963 |

| Бразилія   | 1–0 | Перу |
| ---------- | --- | ---- |
| Флавіу 16' |     |      |

| «Фелікс Капрілес», Кочабамба Глядачів: 18,000 Арбітр: Хосе Дімас Ларроса (Парагвай) |

| 13 березня 1963 |

| Перу                     | 2–1 | Аргентина  |
| ------------------------ | --- | ---------- |
| Тенемас 62' Гальярдо 76' |     | Сарате 57' |

| «Фелікс Капрілес», Кочабамба Глядачів: 10,000 Арбітр: Хосе Дімас Ларроса (Парагвай) |

| 14 березня 1963 |

| Парагвай                            | 3–1 | Еквадор   |
| ----------------------------------- | --- | --------- |
| Сарате 11' Кабрера 57' Кіньонес 82' |     | Раффо 32' |

| «Ернандо Сілес», Ла-Пас Глядачів: 15,000 Арбітр: Луїс Вентре (Аргентина) |

| 14 березня 1963 |

| Бразилія                                                         | 5–1 | Колумбія   |
| ---------------------------------------------------------------- | --- | ---------- |
| Флавіу 7' Марко Антоніу 31' Освальдо 56' Флавіу 82' Фернандо 83' |     | Гамбоа 85' |

| «Ернандо Сілес», Ла-Пас Глядачів: 15,000 Арбітр: Томас Антруехо (Болівія) |

| 17 березня 1963 |

| Болівія           | 2–1 | Колумбія  |
| ----------------- | --- | --------- |
| Алькосер 22', 40' |     | Ботеро 4' |

| «Фелікс Капрілес», Кочабамба Глядачів: 18,000 Арбітр: Артуро Ямасакі (Перу) |

| 17 березня 1963 |

| Перу                 | 2–1 | Еквадор   |
| -------------------- | --- | --------- |
| Леон 34' Москера 43' |     | Раффо 20' |

| «Ернандо Сілес», Ла-Пас Глядачів: 8,000 Арбітр: Овідій Оррего (Колумбія) |

| 17 березня 1963 |

| Парагвай            | 2–0 | Бразилія |
| ------------------- | --- | -------- |
| Сарате 17' Аяла 83' |     |          |

| «Ернандо Сілес», Ла-Пас Глядачів: 8,000 Арбітр: Томас Антруехо (Болівія) |

| 20 березня 1963 |

| Парагвай                             | 3–2 | Колумбія                 |
| ------------------------------------ | --- | ------------------------ |
| Сарате 10' Арамбуло 50' Мартінес 89' |     | Кампільйо 27' Гамбоа 82' |

| «Фелікс Капрілес», Кочабамба Глядачів: 10,000 Арбітр: Луїс Вентре (Аргентина) |

| 20 березня 1963 |

| Аргентина                        | 4–2 | Еквадор                 |
| -------------------------------- | --- | ----------------------- |
| Савой 34', 53', 90' Родрігес 58' |     | Пінеда 32' Паласіос 49' |

| «Фелікс Капрілес», Кочабамба Глядачів: 20,000 Арбітр: Артуро Ямасакі (Перу) |

| 21 березня 1963 |

| Болівія                            | 3–2 | Перу                  |
| ---------------------------------- | --- | --------------------- |
| Камачо 14' Алькосер 49' Гарсія 57' |     | Гальярдо 40' Леон 80' |

| «Ернандо Сілес», Ла-Пас Глядачів: 20,000 Арбітр: Жоао Етцель Філью (Бразилія) |

| 24 березня 1963 |

| Перу         | 1–1 | Колумбія     |
| ------------ | --- | ------------ |
| Гальярдо 25' |     | Гонсалес 33' |

| «Ернандо Сілес», Ла-Пас Глядачів: 10,000 Арбітр: Луїс Вентре (Аргентина) |

| 24 березня 1963 |

| Аргентина                        | 3–0 | Бразилія |
| -------------------------------- | --- | -------- |
| Родрігес 3' Савой 33' Хуарес 86' |     |          |

| «Ернандо Сілес», Ла-Пас Глядачів: 30,000 Арбітр: Артуро Ямасакі (Перу) |

| 24 березня 1963 |

| Болівія                  | 2–0 | Парагвай |
| ------------------------ | --- | -------- |
| Кастільйо 17' Гарсія 88' |     |          |

| «Фелікс Капрілес», Кочабамба Глядачів: 18,000 Арбітр: Хосе Дімас Ларроса (Парагвай) |

| 27 березня 1963 |

| Бразилія         | 2–2 | Еквадор            |
| ---------------- | --- | ------------------ |
| Освальдо 5', 60' |     | Асон 84' Раффо 90' |

| «Фелікс Капрілес», Кочабамба Глядачів: 20,000 Арбітр: Хосе Дімас Ларроса (Парагвай) |

| 27 березня 1963 |

| Парагвай                                | 4–1 | Перу         |
| --------------------------------------- | --- | ------------ |
| Мартінес 5', 25' Кабрера 45' Сарате 77' |     | Гальярдо 70' |

| «Фелікс Капрілес», Кочабамба Глядачів: 20,000 Арбітр: Луїс Вентре (Аргентина) |

| 28 березня 1963 |

| Болівія                             | 3–2 | Аргентина         |
| ----------------------------------- | --- | ----------------- |
| Кастільйо 12' Блакут 32' Камачо 88' |     | Родрігес 27', 34' |

| «Ернандо Сілес», Ла-Пас Глядачів: 20,000 Арбітр: Артуро Ямасакі (Перу) |

| 31 березня 1963 |

| Еквадор                                   | 4–3 | Колумбія                           |
| ----------------------------------------- | --- | ---------------------------------- |
| Раймонді 30' Раффо 37', 88' Боланьйос 53' |     | Акерос 46' Ботеро 68' Гонсалес 75' |

| «Ернандо Сілес», Ла-Пас Глядачів: 15,000 Арбітр: Хосе Дімас Ларроса (Парагвай) |

| 31 березня 1963 |

| Аргентина   | 1–1 | Парагвай    |
| ----------- | --- | ----------- |
| Лаллана 58' |     | Кабрера 33' |

| «Ернандо Сілес», Ла-Пас Глядачів: 15,000 Арбітр: Артуро Ямасакі (Перу) |

| 31 березня 1963 |

| Болівія                                            | 5–4 | Бразилія                                    |
| -------------------------------------------------- | --- | ------------------------------------------- |
| Угарте 15', 58' Камачо 25' Гарсія 62' Алькосер 86' |     | Марко Антоніу 26' Алмір 28' Флавіу 63', 66' |

| «Фелікс Капрілес», Кочабамба Глядачів: 25,000 Арбітр: Овідій Оррего (Колумбія) |

## Чемпіон
| Чемпіон Південної Америки з футболу 1963 |
| ---------------------------------------- |
| Болівія 1-й титул                        |